# FC Wil/Saison 1994/95
Dieser Artikel hat den FC Wil in der Saison 1994/95 zum Thema.

## Ausgangslage
Der FC Wil hatte zwei recht inkonsistente Saisons hinter sich. Bereits in der ersten Saison qualifizierte sich der Verein für die Auf-/Abstiegsrunde, wo er aber kläglich auf dem letzten Platz landete. In der zweiten Saison gelangte er als Drittletzter in die Abstiegsrunde, wo er aber mit dem ersten Platz brillierte. Wichtige Stützen der Mannschaft waren zum einen der estnische Torhüter Mart Poom und Pierre-André Schürmann. In der Saison 1994/95 mussten die Wiler allerdings auf Poom verzichten, der nach Portsmouth nach England wechselte. Der FC Wil verpflichtete gleichzeitig mit der Bekanntgabe des Wechsels drei Litauer: Torhüter Valdas Martinkenas, den Mittelfeldspieler Victor Olsanskis sowie den Stürmer Vaidotas Šlekys. Bereits im Juni hatte der FC Wil aus Fribourg mit Olivier Python einen dortigen Schlüsselspieler abgeworben. Der Verein konnte ihn unter anderem damit überzeugen, dass ihm eine 80-%-Anstellung als Bodenleger in der Region angeboten wurde. Er erhielt einen Einjahresvertrag mit Option auf eine weitere Saison. Den Verein verliessen Christof Egger, Patrick Tamutzer und Semsudin Ljaljic, alle drei stiessen zum FC Gossau. Auch beim Trainer wurde ein Wechsel vollzogen. Walter Iselin verliess den Verein, sein Nachfolger wurde Pierre-André Schürmann als Spielertrainer. Er erhielt einen einjährigen Vertrag mit Option für ein weiteres Jahr.

## Saisonverlauf

### Qualifikationsphase
Die Nationalliga B war erneut in zwei Gruppen eingeteilt. Die Wiler spielten in der Gruppe West. Wieder wurde die NLB verkleinert, um die Attraktivität der Liga zu steigern. Die bereits länger angestossene Verkleinerung der zweithöchsten Liga von 24 auf 12 sollte mit der Saison 1994/95 abgeschlossen werden. Somit konnten sich nur vier Clubs für die Aufstiegsrunde qualifizieren. Insgesamt sieben Clubs mussten in die 1. Liga absteigen. Entsprechend war der Druck für die Wiler zu Beginn der Saison erneut hoch. In der ersten Runde empfingen sie den FC Tuggen und konnten sich nach einem 1:1-Pausenstand schliesslich deutlich mit 4:1 durchsetzen. In der zweiten Runde gaben die Wiler die ersten Punkte ab, als sie 1:1 gegen den FC Schaffhausen spielten. Beim ersten Auswärtsspiel bei der AC Bellinzona verloren die Wiler erstmals mit 1:0. Laut Enrico Cavadini, Reporter des Giornale del Popolo, hätten die Granata zwar gewonnen, aber während des Spiel nicht restlos überzeugt. Damit rutschten die Wiler vom zweiten Platz auf den fünften Platz ab. Unter der Woche empfingen sie die bisher noch verlustpunktfreien Krienser. Das änderte sich auch in diesem Spiel nicht. Mit einem Tor von Ndlovu konnte der SC Kriens knapp gewinnen. Auswärts beim Derby gegen den FC Gossau gewannen die Wiler gleich mit 5:0. Python und Šlekys schossen je zwei Tore. Eine Woche später gewannen die Wiler 2:0 gegen den FC Winterthur. Der Spitzenkampf zwischen Kriens und Bellinzona endete 0:0 am gleichen Wochenende. Die Wiler rutschten entsprechend auf Platz drei hinter dem Führungsduo. Unter der Woche spielten die Wiler im Tessin gegen den FC Locarno und kamen über ein 1:1 nicht hinaus. Mit dem Punkt aus dem Unentschieden konnten sie sich knapp auf Platz drei halten. Gegen den FC Locarno spielten die Wiler 1:1, obwohl der Locarno-Goalie Tiziano Sacchetti in der 37. Minute wegen eines groben Revanchefouls des Platzes verwiesen wurde. Auswärts gegen den FC Tuggen konnte sich der FC Wil mit 1:0 durch Šlekys in der 85. Minute durchsetzen. Gegen den FC Schaffhausen verloren die Wiler auswärts 2:1. Nachdem sie bereits in der 14. Minute 2:0 zurückgelegen hatten, konnte Rico Fuchs erst in der 90. Minute den 2:1-Anschlusstreffer erzielen. Zuhause konnten die Wiler Bellinzona klar mit 2:0 schlagen. Rico Fuchs schoss in der ersten Halbzeit das 1:0 mit dem Kopf und Olivier Python in der zweiten Halbzeit nach einem Alleingang das Schlussresultat. Giampaolo Giannoni setzte seinen Kommentar unter den poetischen Titel «Die Schlauheit des Fuches und der Biss der Python» («La furbizia della volpe ed il morso del pitone») für das Giornale del Popolo, offensichtlich konsterniert über den Ausgang des Spieles. Gegen den SC Kriens verloren die Wiler auswärts 0:2, die beiden Tore erzielten Schönenberger und Ndlovu. Die Krienser konnten damit ihren 2. Platz verteidigen. In der drittletzten Runde spielte Wil zuhause 0:0 gegen den Lokalrivalen FC Gossau. Für die Gossauer bedeutete dieses Unentschieden die Teilnahme an der Abstiegsrunde. In der zweitletzten Runde zu Gast gegen Winterthur konnte der FC Wil noch knapp ein 1:1 herausholen, das Ausgleichstor erzielte Roland Lieberherr in der 83. Minute. Beinahe wäre es zum Schluss noch zum 2:1 des FC Wil gekommen; in der 84. Minute vergab Besio noch den Siegestreffer. Damit landete der FC Wil definitiv in der Abstiegsrunde. Die durchzogene Qualifikationsphase schlossen die Wiler mit einem 3:3 zuhause gegen Locarno ab. In der ersten Halbzeit hatten die Wiler noch klar mit 2:0 geführt, die Tessiner hatten sich in der zweiten Halbzeit nochmals gesteigert. Der 3:3-Ausgleichstreffer für die Locarnesi fiel erst in der 88. Minute.

### Abstiegsrunde
Als Vorbereitung nahmen die Wiler am Hallencup in St. Gallen teil. Im Halbfinal verloren sie gegen die Stuttgarter Kickers 1:4. Beim Spiel um Platz 3 verloren die Wiler 1:5 gegen Gossau. Darauf folgte noch ein Testspiel gegen den Kantonsrivalen FC St. Gallen. Auch diese Partie verloren die Wiler. Das Schlussresultat von 1:3 stand bereits zur Pause fest. Ein weiteres Testspiel gegen Luzern ging 0:0 aus. Vor dem Antritt der Abstiegsrunde gab der Verein bekannt, das Vereinsjahr mit einem Verlust von 91'000 Franken abgeschlossen zu haben, aber bei einem Aktivvermögen von 102'000 Franken weiterhin schuldenfrei zu sein.
Auf dem Transfermarkt betätigten sich die Wiler in der Winterpause nochmals. So wechselte der damals 20-jährige Francesco Sessa von den Grasshoppers nach Wil.
Gemäss Modus starteten die Wiler mit 8 Bonuspunkten in die Abstiegsrunde.
Die erste Runde auswärts bei Carouge ging torlos vor 250 Zuschauern über die Bühne. Im Jura verloren die Wiler in Delsberg mit 0:2. Das Resultat stand bereits zur Halbzeit nach Toren in der 20. und 23. Minute durch Miroslav Vukić fest. Eine Woche später gewannen die Wiler zuhause gegen Bellinzona mit 1:0, nach einem Penalty durch Fuchs in der 87. Minute. Andreas Weder bezeichnete das Resultat im Giornale del Popolo denn auch als hässliche Partie mit einem hässlichen Resultat. Wie bereits in der Qualifikationsrunde spielten die Wiler gegen den FC Gossau. Zuhause konnten sie das erste Zusammentreffen, ein Nachtragsspiel in der Länderspielpause, mit 2:1 für sich entscheiden. Beide Tore erzielte Rico Fuchs. Damit stiessen die Wiler auf den ersten Platz der Abstiegsrunde vor. Gegen den FC Tuggen konnten sie auswärts 2:1 gewinnen, obwohl sie in der 64. Minute 0:1 in Rücklage geraten waren. Auswärts gegen Echallens gewannen die Wiler deutlich mit 1:3. Mit einem 2:1 gegen Baden konnten sie auf Platz eins verbleiben und ihren direkten Verfolger Bellinzona weiterhin zwei Punkte auf Distanz halten. Gegen den FC Schaffhausen kam es auswärts zu einer torlosen Punkteteilung, allerdings konnten sich der FC Wil auf Platz 1 halten. Auch gegen den FC Locarno kamen die Wiler zuhause nicht über ein 1:1-Unentschieden. Allerdings konnte Wil den Vorsprung auf Bellinzona um einen weiteren Punkt ausbauen, weil Bellinzona zuhause 0:1 gegen Echallens verlor. Die Serie an Unentschieden ging mit einem 1:1 gegen Gossau weiter. Erneut konnten die Wiler damit den Vorsprung um einen Punkt auf Bellinzona sowie die punktgleichen Grenchen und Locarno ausbauen. Zuhause gegen die CS Chênois konnten die Wiler wieder einmal gewinnen. Bereits in der 2. Minute gingen sie 1:0 in Führung und konnten das 1:1 zur Halbzeit noch zu einem 2:1 vollenden. Auswärts gegen Grenchen spielten die Wiler erneut 1:1, Verfolger Bellinzona rückte mit einem Sieg wieder auf vier Punkte hinter Wil heran. Zuhause gegen Carouge verlor der Verein zwar 0:1, konnte aber gleichzeitig den rechnerischen Ligaerhalt sicherstellen. Wil blieb auf Platz 1 mit 34 Punkten, dicht dahinter folgten Bellinzona (32) und Schaffhausen (31). Auch die nächste Partie gegen Delémont verloren die Äbtestädter, und zwar deutlich mit 0:2. Dante Scherrer konnte in dieser Partie seinen 100. Nationalliga-Einsatz (bei 102 möglichen Spielen) für die Wiler feiern. In der nächsten Runde verloren die Wiler erneut, diesmal gegen den Verfolger Bellinzona. Die 1:0-Niederlage hatte zur Folge, dass die Wiler gleich von drei Vereinen (Schaffhausen, Bellinzona, Delémont) überholt wurden und auf Platz vier zurückfielen. Die letzte Partie der Abstiegsrunde konnten die Wiler schliesslich noch mit 4:1 gewinnen. Mit diesem Sieg rückte der FC Wil noch auf den dritten Platz vor.

### Cup
Nach schwachen Turnieren in den vorherigen Jahren konnten die Wiler im Cup wieder einmal einen Exploit leisten. Sie traten in der zweiten Hauptrunde erstmals an und trafen auf die Gemeindenachbarn des FC Kirchberg. Diese Partie konnten die Wiler mit einem «Stängeli» mit 13:0 für sich entscheiden. In der dritten Runde konnten sie das Spiel mit einem knappen 1:0 durch Besio gegen den SC YF Juventus aus der 1. Liga für sich entscheiden. Im Sechzehntelfinal spielten die Wiler gegen den Ligakonkurrenten FC Tuggen. Sie konnten die Nachholpartie mit einem 3:0 klar für sich entscheiden. Im Achtelfinal konnten die Wiler sogar gegen den oberklassigen FC Zürich mit 1:0 in die nächste Runde einziehen. Der Wiler Treffer fiel laut der Schilderung der Neuen Zürcher Zeitung etwas glücklich, allerdings seien die «Amateure» des FC Wil den «Professionals des FCZ» mindestens ebenbürtig gewesen. Im Viertelfinal kam es zum Wiedersehen mit dem ehemaligen Wil-Trainer Christian Gross, der mittlerweile bei GC an der Seitenlinie stand. Das Spiel ging 0:2 verloren. Allerdings wurde mit 5300 Zuschauern im Publikum ein neuer Stadionrekord aufgestellt, der vorherige Stadionrekord wurde ebenfalls gegen GC aufgestellt, als die beiden Mannschaften in der Auf-/Abstiegsrunde 1993 aufeinander getroffen waren. Die Neue Zürcher Zeitung sah die Grasshoppers klar überlegen – auch weil die Wiler nicht so effiziente Spieler wie Rząsa gehabt hätten –, bezeichnete die Wiler Mannschaft trotzdem als «kampfstark bis zur 90. Minute». GC erreichte schliesslich den Cupfinal, unterlag dort aber dem FC Sion.

## Resultate

### Qualifikationsphase
| 30. Juli 1994 | FC Wil                                | 4:1 | FC Tuggen             | Stadion Bergholz, Wil Zuschauer: 1150 Schiedsrichter: Dafflon, Laes Avanchets |
| 30. Juli 1994 | Šlekys 40′ 62′ Fuchs 58′ Müller 90+1′ |     | 11′ Federli 65′ Drmic | Stadion Bergholz, Wil Zuschauer: 1150 Schiedsrichter: Dafflon, Laes Avanchets |

| 6. August 1994 | FC Wil              | 1:1 | FC Schaffhausen | Stadion Bergholz, Wil Zuschauer: 1400 Schiedsrichter: Müller, Obererlinsbach |
| 6. August 1994 | Fuchs 47′ (Penalty) |     | 76′ Engesser    | Stadion Bergholz, Wil Zuschauer: 1400 Schiedsrichter: Müller, Obererlinsbach |

| 13. August 1994 | AC Bellinzona | 1:0 | FC Wil | Stadio Comunale, Bellinzona Zuschauer: 1200 Schiedsrichter: Roduit, Châteauneuf VS |
| 13. August 1994 | Montanari 25′ |     |        | Stadio Comunale, Bellinzona Zuschauer: 1200 Schiedsrichter: Roduit, Châteauneuf VS |

| 16. August 1994 | FC Wil | 0:1        | SC Kriens | Stadion Bergholz, Wil Zuschauer: 1200 Schiedsrichter: Schluchter, Schönenbuch |
| 16. August 1994 |        | 51′ Ndlovu |           | Stadion Bergholz, Wil Zuschauer: 1200 Schiedsrichter: Schluchter, Schönenbuch |

| 20. August 1994 | FC Gossau | 0:5                                      | FC Wil | Sportanlage Buechenwald, Gossau SG Zuschauer: 1300 Schiedsrichter: Philippoz, Sion |
| 20. August 1994 |           | 19′ 80′ Python 53′ 63′ Šlekys 82′ Müller |        | Sportanlage Buechenwald, Gossau SG Zuschauer: 1300 Schiedsrichter: Philippoz, Sion |

| 27. August 1994 | FC Wil                 | 2:0 | FC Winterthur | Stadion Bergholz, Wil Zuschauer: 1700 Schiedsrichter: Bertolini, Vira-Gambarogno |
| 27. August 1994 | 72′ Brunner 87′ Šlekys |     |               | Stadion Bergholz, Wil Zuschauer: 1700 Schiedsrichter: Bertolini, Vira-Gambarogno |

| 31. August 1994 | FC Locarno                   | 1:1 | FC Wil      | Stadio Lido, Locarno Zuschauer: 500 Schiedsrichter: Risi, Lausanne |
| 31. August 1994 | Sacchetti 37′ Perruchini 57′ |     | 47′ Brunner | Stadio Lido, Locarno Zuschauer: 500 Schiedsrichter: Risi, Lausanne |

| 10. September 1994 | FC Tuggen | 0:1        | FC Wil | Linthstrasse, Tuggen Zuschauer: 900 Schiedsrichter: Golay, Gryon |
| 10. September 1994 |           | 85′ Šlekys |        | Linthstrasse, Tuggen Zuschauer: 900 Schiedsrichter: Golay, Gryon |

| 17. September 1994 | FC Schaffhausen        | 2:1 | FC Wil    | Stadion Breite, Schaffhausen Zuschauer: 1091 Schiedsrichter: Detruche, Thônex |
| 17. September 1994 | Allenspach 2′ Kopp 14′ |     | 90′ Fuchs | Stadion Breite, Schaffhausen Zuschauer: 1091 Schiedsrichter: Detruche, Thônex |

| 21. September 1994 | FC Wil               | 2:0 | AC Bellinzona | Stadion Bergholz, Wil Zuschauer: 950 Schiedsrichter: Cornu, Payern |
| 21. September 1994 | Fuchs 36′ Python 52′ |     |               | Stadion Bergholz, Wil Zuschauer: 950 Schiedsrichter: Cornu, Payern |

| 1. Oktober 1994 | SC Kriens                  | 2:0 | FC Wil | Stadion Kleinfeld, Kriens |
| 1. Oktober 1994 | Schönenberger ?′ Ndlovu ?′ |     |        | Stadion Kleinfeld, Kriens |

| 8. Oktober 1994 | FC Wil | 0:0 | FC Gossau | Stadion Bergholz, Wil |
| 8. Oktober 1994 |        |     |           | Stadion Bergholz, Wil |

| 15. Oktober 1994 | FC Winterthur | 1:1 | FC Wil         | Schützenwiese, Winterthur Zuschauer: 1200 Schiedsrichter: Risi, Emmenbrücke |
| 15. Oktober 1994 | Ibrahim 67′   |     | 83′ Lieberherr | Schützenwiese, Winterthur Zuschauer: 1200 Schiedsrichter: Risi, Emmenbrücke |

| 26. Oktober 1994 | FC Wil                        | 3:3 | FC Locarno               | Stadion Bergholz, Wil Zuschauer: 500 Schiedsrichter: Tavel, Lonay |
| 26. Oktober 1994 | Buhl 10′ Šlekys 27′ Besio 80′ |     | 62′ 88′ Sitek 68′ Baljić | Stadion Bergholz, Wil Zuschauer: 500 Schiedsrichter: Tavel, Lonay |

### Abstiegsrunde
| 25. März 1995 | Étoile Carouge | 0:0 | FC Wil | Stade de la Fontenette, Carouge Zuschauer: 250 Schiedsrichter: Ferrari, Breganzona |
| 25. März 1995 |                |     |        | Stade de la Fontenette, Carouge Zuschauer: 250 Schiedsrichter: Ferrari, Breganzona |

| 2. April 1995 | SR Delémont            | 2:0 | FC Wil | Stade de la Blancherie, Delsberg Zuschauer: 1500 Schiedsrichter: Leuba, Chexbres |
| 2. April 1995 | Miroslav Vukić 20′ 23′ |     |        | Stade de la Blancherie, Delsberg Zuschauer: 1500 Schiedsrichter: Leuba, Chexbres |

| 8. April 1995 | FC Wil              | 1:0 | AC Bellinzona | Stadion Bergholz, Wil Zuschauer: 750 Schiedsrichter: Tavel, Lonay |
| 8. April 1995 | Fuchs 87′ (Penalty) |     |               | Stadion Bergholz, Wil Zuschauer: 750 Schiedsrichter: Tavel, Lonay |

| 12. April 1995 | FC Wil       | 2:1 | FC Gossau   | Stadion Bergholz, Wil Zuschauer: 1150 Schiedsrichter: Beck, Triesenberg |
| 12. April 1995 | Fuchs 5′ 90′ |     | 54′ Saykouk | Stadion Bergholz, Wil Zuschauer: 1150 Schiedsrichter: Beck, Triesenberg |

| 22. April 1995 | FC Tuggen    | 1:2 | FC Wil               | Linthstrasse, Tuggen Zuschauer: 600 Schiedsrichter: Marti, Emmenbrücke |
| 22. April 1995 | Hoffmann 62′ |     | 74′ Besio 81′ Šlekys | Linthstrasse, Tuggen Zuschauer: 600 Schiedsrichter: Marti, Emmenbrücke |

| 29. April 1995 | FC Echallens | 1:3 | FC Wil                    | Sportplatz 3 Sapins, Echallens Zuschauer: 300 Schiedsrichter: Bertolini, Vira-Gambarogno |
| 29. April 1995 | Bezzola 82′  |     | 47′ 71′ Šlekys 83′ Python | Sportplatz 3 Sapins, Echallens Zuschauer: 300 Schiedsrichter: Bertolini, Vira-Gambarogno |

| 6. Mai 1995 | FC Wil                     | 2:1 | FC Baden        | Stadion Bergholz, Wil Zuschauer: 600 Schiedsrichter: Golay, Gryon |
| 6. Mai 1995 | Brunner 11′ Lieberherr 78′ |     | 14′ Tyszkiewicz | Stadion Bergholz, Wil Zuschauer: 600 Schiedsrichter: Golay, Gryon |

| 13. Mai 1995 | FC Schaffhausen | 0:0 | FC Wil | Stadion Breite, Schaffhausen Zuschauer: 551 Schiedsrichter: Delgrosso, Bellinzona |
| 13. Mai 1995 |                 |     |        | Stadion Breite, Schaffhausen Zuschauer: 551 Schiedsrichter: Delgrosso, Bellinzona |

| 16. Mai 1995 | FC Wil     | 1:1 | FC Locarno   | Stadion Bergholz, Wil Zuschauer: 600 Schiedsrichter: Dafflon, Genf |
| 16. Mai 1995 | Perini 56′ |     | 30′ Pedrotti | Stadion Bergholz, Wil Zuschauer: 600 Schiedsrichter: Dafflon, Genf |

| 20. Mai 1995 | FC Gossau | 1:1 | FC Wil        | Sportanlage Buechenwald, Gossau SG Zuschauer: 900 Schiedsrichter: Nobs, Bern |
| 20. Mai 1995 | Jovic 79′ |     | 66′ Olsanskis | Sportanlage Buechenwald, Gossau SG Zuschauer: 900 Schiedsrichter: Nobs, Bern |

| 27. Mai 1995 | FC Wil               | 2:1 | CS Chênois  | Stadion Bergholz, Wil Zuschauer: 450 Schiedsrichter: Müller, Obererlinsbach |
| 27. Mai 1995 | Müller 2′ Šlekys 68′ |     | 17′ Baumann | Stadion Bergholz, Wil Zuschauer: 450 Schiedsrichter: Müller, Obererlinsbach |

| 31. Mai 1995 | FC Grenchen       | 1:1 | FC Wil                 | Stadion Brühl, Grenchen Zuschauer: 550 Schiedsrichter: Detruche, Thônex |
| 31. Mai 1995 | Röthlisberger 65′ |     | 48′ Brunner 59′ Python | Stadion Brühl, Grenchen Zuschauer: 550 Schiedsrichter: Detruche, Thônex |

| 3. Juni 1995 | FC Wil | 0:1              | Étoile Carouge | Stadion Bergholz, Wil Schiedsrichter: Friedrich, Seedorf |
| 3. Juni 1995 |        | 34′ Tarare Negri |                | Stadion Bergholz, Wil Schiedsrichter: Friedrich, Seedorf |

| 10. Juni 1995 | FC Wil | 0:2              | SR Delémont | Stadion Bergholz, Wil Zuschauer: 450 Schiedsrichter: Schoch, Attiswil |
| 10. Juni 1995 |        | 19′ 73′ Marcolli |             | Stadion Bergholz, Wil Zuschauer: 450 Schiedsrichter: Schoch, Attiswil |

| 14. Juni 1995 | AC Bellinzona          | 1:0 | FC Wil | Stadio Comunale, Bellinzona Zuschauer: 500 Schiedsrichter: Cornu, Payerne |
| 14. Juni 1995 | Marchand 81′ (Penalty) |     |        | Stadio Comunale, Bellinzona Zuschauer: 500 Schiedsrichter: Cornu, Payerne |

| 17. Juni 1995 | FC Wil                             | 4:1 | FC Tuggen | Stadion Bergholz, Wil Zuschauer: 350 Schiedsrichter: Santana, Glaron |
| 17. Juni 1995 | Buhl 41′ Šlekys 45′ 54′ Python 67′ |     | 1′ Niro   | Stadion Bergholz, Wil Zuschauer: 350 Schiedsrichter: Santana, Glaron |

### Cup
| 2.–3. September 1994 | FC Kirchberg SG | 0:13 | FC Wil | Sonnmatt, Kirchberg SG |
| 2.–3. September 1994 |                 |      |        | Sonnmatt, Kirchberg SG |

| 25. September 1994 | SC YF Juventus | 0:1       | FC Wil |  |
| 25. September 1994 |                | 20′ Besio |        |  |

| 5. April 1995 | FC Wil                                     | 3:0 | FC Tuggen | Stadion Bergholz, Wil Zuschauer: 750 Schiedsrichter: Fölmli, Willisau |
| 5. April 1995 | Brunner 36′ Šlekys 70′ (Penalty) Sessa 78′ |     |           | Stadion Bergholz, Wil Zuschauer: 750 Schiedsrichter: Fölmli, Willisau |

| 17. April 1995 | FC Wil   | 1:0 | FC Zürich | Stadion Bergholz, Wil Zuschauer: 2800 Schiedsrichter: Dafflon, Les Avanchets |
| 17. April 1995 | Buhl 36′ |     |           | Stadion Bergholz, Wil Zuschauer: 2800 Schiedsrichter: Dafflon, Les Avanchets |

| 2. Mai 1995 | FC Wil | 0:2                  | GC Zürich | Stadion Bergholz, Wil Zuschauer: 5300 Schiedsrichter: Roduit, Châteauneuf VS |
| 2. Mai 1995 |        | 26′ Magnin 70′ Rząsa |           | Stadion Bergholz, Wil Zuschauer: 5300 Schiedsrichter: Roduit, Châteauneuf VS |

## Tabellen

### Qualifikationsrunde
| Pl.                                             | Verein          | Sp. | S | U | N  | Tore    | Diff. | Punkte |
| ----------------------------------------------- | --------------- | --- | - | - | -- | ------- | ----- | ------ |
| 1.                                              | SC Kriens       | 14  | 8 | 4 | 2  | 022:900 | +13   | 20     |
| 2.                                              | FC Winterthur   | 14  | 9 | 1 | 4  | 025:190 | +6    | 19     |
| 3.                                              | FC Locarno      | 14  | 7 | 3 | 4  | 033:170 | +16   | 17     |
| 4.                                              | AC Bellinzona   | 14  | 7 | 2 | 5  | 022:160 | +6    | 16     |
| 5.                                              | FC Wil          | 14  | 5 | 5 | 4  | 021:130 | +8    | 15     |
| 6.                                              | FC Schaffhausen | 14  | 6 | 3 | 5  | 023:220 | +1    | 15     |
| 7.                                              | FC Tuggen       | 14  | 2 | 1 | 11 | 010:310 | −21   | 05     |
| 8.                                              | FC Gossau       | 14  | 1 | 3 | 10 | 012:410 | −29   | 05     |
| Quelle: Neue Zürcher Zeitung, Stand: Saisonende |                 |     |   |   |    |         |       |        |

### Abstiegsrunde
Die sechs Tabellenletzten stiegen in die 1. Liga ab.
| Pl.                                             | Verein            | Sp. | S  | U  | N  | Tore    | Diff. | Punkte | Bonus | Gesamt |
| ----------------------------------------------- | ----------------- | --- | -- | -- | -- | ------- | ----- | ------ | ----- | ------ |
| 1.                                              | FC Schaffhausen   | 22  | 8  | 12 | 2  | 035:170 | +18   | 28     | 8     | 36     |
| 2.                                              | SR Delémont       | 22  | 12 | 5  | 5  | 038:210 | +17   | 29     | 7     | 36     |
| 3.                                              | FC Wil            | 22  | 11 | 6  | 5  | 032:160 | +16   | 28     | 8     | 36     |
| 4.                                              | AC Bellinzona     | 22  | 11 | 6  | 5  | 029:190 | +10   | 28     | 8     | 36     |
| 5.                                              | FC Locarno        | 22  | 8  | 8  | 6  | 029:280 | +1    | 24     | 9     | 33     |
| 6.                                              | FC Grenchen       | 22  | 9  | 7  | 6  | 025:250 | ±0    | 25     | 8     | 33     |
| 7.                                              | FC Baden          | 22  | 8  | 8  | 6  | 034:270 | +7    | 24     | 7     | 31     |
| 8.                                              | Étoile Carouge FC | 22  | 8  | 4  | 10 | 037:330 | +4    | 20     | 8     | 28     |
| 9.                                              | FC Gossau         | 22  | 7  | 7  | 8  | 032:360 | −4    | 21     | 3     | 24     |
| 10.                                             | CS Chênois        | 22  | 4  | 9  | 9  | 022:350 | −13   | 17     | 4     | 21     |
| 11.                                             | FC Echallens      | 22  | 4  | 4  | 14 | 013:370 | −24   | 12     | 4     | 16     |
| 12.                                             | FC Tuggen         | 22  | 2  | 4  | 16 | 018:500 | −32   | 08     | 3     | 11     |
| Quelle: Neue Zürcher Zeitung, Stand: Saisonende |                   |     |    |    |    |         |       |        |       |        |

- Bonus = halbierte Punkte der Qualifikationsrunde
- Der FC Tuggen, der FC Echallens, der CS Chênois und der FC Gossau stiegen in die 1. Liga ab.
- Da die AC Bellinzona und der FC Grenchen wegen Lizenzproblemen in die 1. Liga absteigen mussten, konnten der Étoile Carouge FC und der FC Baden in der NLB verbleiben.